# Alfred Seymour Shepherd
Alfred Seymour Shepherd, avstralski častnik, vojaški pilot in letalski as, * 13. april 1893, New South Wales, † 20. julij 1917, Zonnebeke. 	
Podporočnik Shepher je v svoji vojaški karieri dosegel 10 zračnih zmag.

## Odlikovanja
- Distinguished Service Order (DSO)
- Military Cross (MC)